# Kabinett Magnago V
Das Kabinett Magnago V war die VIII. Südtiroler Landesregierung. Das Kabinett war vom 11. April 1979 bis zum 26. April 1984 im Amt. Gewählt wurde es vom Südtiroler Landtag in seiner Zusammensetzung nach den Wahlen 1978.

## Zusammensetzung
| Name                 | Amt                                         | Partei                                  | Sprachgruppe |
| -------------------- | ------------------------------------------- | --------------------------------------- | ------------ |
| Silvius Magnago      | Landeshauptmann                             | SVP                                     | deutsch      |
| Alfons Benedikter    | Landeshauptmannstellvertreter               | SVP                                     | deutsch      |
| Valentino Pasqualin  | Landeshauptmannstellvertreter (1)           | Democrazia Cristiana                    | italienisch  |
| Giorgio Pasquali     | Landesrat/Landeshauptmannstellvertreter (1) | Democrazia Cristiana                    | italienisch  |
| Luis Durnwalder      | Landesrat                                   | SVP                                     | deutsch      |
| Waltraud Gebert-Deeg | Landesrätin                                 | SVP                                     | deutsch      |
| Decio Molignoni      | Landesrat                                   | Partito Socialista Democratico Italiano | italienisch  |
| Hans Rubner          | Landesrat                                   | SVP                                     | deutsch      |
| Franz Spögler        | Landesrat                                   | SVP                                     | deutsch      |
| Anton Zelger         | Landesrat                                   | SVP                                     | deutsch      |
| Remo Ferretti        | Ersatzlandesrat/Landesrat (1)               | Democrazia Cristiana                    | italienisch  |
| Sepp Mayr            | Ersatzlandesrat                             | SVP                                     | deutsch      |
| Karl Oberhauser      | Ersatzlandesrat                             | SVP                                     | deutsch      |
| Fabio Rella          | Ersatzlandesrat (1)                         | Democrazia Cristiana                    | italienisch  |

(1) Infolge der Wahl von Valentino Pasqualin ins römische Parlament wurden am 5. Juli 1983 rückte Fabio Rella in den Landtag nach und wurde zum Ersatzlandesrat bestellt. Die Nachfolge von Valentino Pasqualin als Landeshauptmannstellvertreter trat Giorgio Pasquali an, Remo Ferretti rückte vom Ersatzlandesrat zum wirklichen Landesrat auf.